# Gefährliche Fracht (1936)
Gefährliche Fracht (Originaltitel: Human Cargo) ist ein US-amerikanisches Filmdrama von Allan Dwan aus dem Jahr 1936 mit Claire Trevor und Brian Donlevy. Als literarische Vorlage diente der Roman I Will Be Faithful von Kathleen Shepard.

## Handlung
Reporter Patrick „Packy“ Campbell enthüllt in einem Zeitungsartikel, dass jeden Monat etwa 10.000 illegale Einwanderer über die Grenze in die Vereinigten Staaten geschmuggelt und anschließend von den Menschenhändlern mit Androhung auf Verhaftung erpresst werden. Eines Tages betritt Bonnie Brewster, die junge Tochter des Zeitungssponsors, Packys Büro voller Hoffnung, selbst eine Reporterin zu werden. Spontan schlägt Packy ihr vor, ihn noch am selben Abend auf der Suche nach einer neuen Story zu begleiten. In einem Nachtclub schickt er Bonnie in die Garderobe der Tänzerin Carmen Zoro, während diese ihren Auftritt auf der Tanzfläche vollführt. Sie soll dort Ausschau nach einem Gangster namens Baretto halten. Diesem gelingt es, Bonnie in eine Falle zu locken. Doch als die Polizei eintrifft, stirbt er durch die Kugel eines Beamten.
Um Carmens Geschichte über ihre illegale Einwanderung seinen Lesern zu erzählen und sie zudem vor Vergeltungsmaßnahmen seitens der Gangster zu schützen, versteckt Packy sie in seinem Apartment zusammen mit einer Redakteurin, die ihr Gesellschaft leisten soll. Da Packy es zuließ, dass Bonnie im Nachtclub von der Polizei verhaftet wurde, will sie sich bei ihm revanchieren, indem sie Bezirksstaatsanwalt Joe Carey auf ihn ansetzt und dieser daraufhin sowohl Packy als auch Carmen in Untersuchungshaft nimmt. Gleichzeitig gelingt es Bonnie, bei einer anderen Zeitung eine Anstellung zu finden. Nun will sie Carmens Story selbst veröffentlichen. Doch als Carmen schließlich bereit ist, ihr den Namen des Gangsterbosses zu verraten, wird sie von dem Killer Tony Sculla eiskalt erschossen. Während Bonnie darüber am Boden zerstört ist, bringt Packy die Story umgehend heraus. Gemeinsam wollen sie noch mehr Einzelheiten in Erfahrung bringen. 
Zu diesem Zweck gehen sie in Kanada an Bord des Ozeandampfers Northern Star und geben sich als französisches Pärchen aus, das in die Vereinigten Staaten einreisen möchte. Für die Überfahrt buchen sie die Hochzeitssuite für 450 Dollar. Zunächst scheint ihre Tarnung zu funktionieren. Die Schmuggelbande kommt ihnen jedoch schon bald auf die Schliche, und so werden Packy und Bonnie in einem Hafen vom Schiff gebracht und von Tony Sculla in einem Lastwagen verschleppt. Dabei gelingt es Packy und Bonnie, Sculla zu überwältigen und ihn zu Packys Büro zu schaffen. Dort bringen Packy und sein Boss Lionel Crocker den Gangster zum Reden. Wie sich herausstellt, handelt es sich bei dem Kopf der Bande um den prominenten Bürger Gilbert Fender. In der Zwischenzeit versucht Bonnie, Staatsanwalt Joe Carey zu finden. Sie trifft schließlich im Haus von Fender ein, der mit Carey befreundet ist. Während sie auf Carey wartet, erzählt sie Fender stolz von ihren und Packys Recherchen. Angesichts dessen fackelt Fender nicht lange und nimmt Bonnie gefangen. Kurz darauf treffen Packy, die Polizei und Carey ebenfalls auf Fenders Anwesen ein. Dort findet Packy Bonnies Armband und nimmt zusammen mit der Polizei Fender und dessen Komplizen fest. Als Packy Bonnie befreit, fällt ihm diese glücklich in die Arme.

## Hintergrund
Gefährliche Fracht wurde von Sol M. Wurtzel im Auftrag der 20th Century Fox produziert. Da der Film für sein eher niedriges Budget an den Kinokassen recht erfolgreich war, produzierte Wurtzel in der Folgezeit weitere Filme über Enthüllungsgeschichten von Zeitungsreportern, was 1938 in der kleinen Reihe The Roving Reporters eine kurze Blüte fand.
Für Rita Hayworth, die hier noch unter dem Namen Rita Cansino auftrat, war es der letzte Film unter ihrem Vertrag mit der Fox Film Corporation. Nachdem dieser von Studioboss Darryl F. Zanuck aufgelöst worden war, schlug sie sich als freiberufliche Schauspielerin mit B-Filmen von kleinen unabhängigen Produktionsfirmen durch, ehe sie 1937 von Columbia Pictures unter Vertrag genommen wurde. 

## Kritiken
Photoplay attestierte den Hauptdarstellern Brian Donlevy und Claire Trevor „starke Vorstellungen in dieser spannenden Enthüllungsgeschichte über eines der blühenden Geschäfte dieser Tage – das Schmuggeln von illegalen Einwanderern“. Der Motion Picture Herald fand den Film „realistisch und überzeugend gespielt“. Die Leistungen der Hauptdarsteller seien „durchweg gut“.
Variety meinte, dass Brian Donlevy zwar „ein kompetenter Schauspieler“ sei und einen Reporter „genauso gut“ spielen könne „wie jede andere Rolle“, aber dennoch „fehl am Platz“ wirke. Rita Hayworth, die sich in ihrer Rolle „mit den Gangstern verstrickt“, sei „eine hübsche Brünette und auch nicht schlecht in ihrer Darstellung“. Für Hal Erickson vom All Movie Guide war Gefährliche Fracht „ein lebhaftes, ironisches Filmdrama“. Rita Hayworth sei zudem „ziemlich verführerisch als lateinamerikanische Tänzerin“.